# Ка-Реццонико
Ка-Реццонико, Ка-Редзонико (итал. Ca' Rezzonico, Са — сокращение от Casa — дом, дворец) — дворец в Венеции, в сестиере (районе) Дорсодуро, на Гранд-канале. Памятник истории и архитектуры особого барочно-рокайльного стиля, характерного для дворцов этого города XVIII века. Название происходит от фамилии богатой семьи, представитель которой приобрёл этот особняк к моменту окончания строительства. Из рода Реццонико происходил римский папа Климент XIII. С 1934 года во дворце находится Музей венецианского сеттеченто (Museo del Settecento Veneziano) — искусства Венеции XVIII века, находящийся в ведении муниципального Фонда музеев Венеции (Fondazione Musei Civici di Venezia).

## История
Здание спроектировано архитектором Бальдассаром Лонгеной в конце 1649 года по поручению знатной семьи Бон. Глава семьи Филиппо Бон, прокурор города и меценат, решил превратить два дома в один большой дворец. Строительство началось только в 1667 году сносом существующих старых построек. Из-за финансовых трудностей и смерти Б. Лонгены в 1682 году строительство было заброшено. Остались лишь фасад, обращённый к Большому каналу, и первый этаж (piano nobile), покрытый деревянными балками. Филиппо Бон умер в 1712 году, и недостроенный дворец, уже ветшающий, достался по наследству его сыновьям, а потом и внукам, но ни у кого не было средств на завершение строительства. В 1750 году Боны предложили недостроенный палаццо Джамбаттисте Реццонико, банкиру и торговцу тканями, родом из деревни Реццонико на озере Комо, семья которого переселилась из Генуи в Венецию в 1687 году. Реццонико заплатил за недостроенное здание 60 000 дукатов. Он поручил окончание работ Джорджо Массари, который завершил строительство к 1758 году.
Семья Реццонико к 1810 году не оставила наследников. В 1847—1848 годах в здании находилась резиденция Карло Мария Исидоро де Бурбон (Дона Карлоса Старшего) — испанского инфанта, сына короля Карла IV и Марии-Луизы Пармской, отрёкшегося от прав на испанский престол. Резиденция находилась под охраной австрийского правительства.
Внутренние работы были почти закончены в 1756 году. Могущество семьи Реццонико возросло, когда в 1758 году Карло, младший брат Джамбаттисты Реццонико, был избран папой Климентом XIII. В том же году Лудовико Реццонико женился на Фаустине Саворньян, объединив две самые богатые семьи Венеции. Чтобы отметить это событие, Реццонико поручил знаменитому живописцу Венеции, стареющему Дж. Б. Тьеполо вместе с Гаспаро Дициани и Якопо Гуарана расписать фресками плафоны двух салонов дворца.
Ка-Реццонико стал местом торжеств в 1759 году, когда Аурелио Реццонико был избран прокурором Сан-Марко, и в 1762 году, когда на ту же должность был избран Лудовико Реццонико. В течение трёх ночей фасады и интерьеры дворца были освещены факелами и праздничными свечами. После своего избрания Папой Карло Реццонико перевёз большую часть семейной коллекции произведений искусства из Венеции в Рим.
В середине XIX века второй этаж дворца арендовал антиквар и торговец произведениями искусства Якобо Кверчи делла Ровере, который использовал его в качестве галереи для продажи картин Рубенса, Рембрандта, Караваджо, Каналетто и других старых мастеров.
В 1888 году дворец за 250 000 лир приобрёл Роберт Барретт Браунинг, сын английских писателей Роберта Браунинга и Элизабет Барретт Браунинг. Роберт Браунинг Младший реставрировал здание благодаря финансовой поддержке своей жены, американки Фанни Коддингтон. Его отец Роберт, финансировавший покупку, умер в этом же дворце 12 декабря 1889 года. Примерно в то же время часть помещений использовалась как мастерская американским художником Джоном Сарджентом.
Сын Браунинга отремонтировал дворец и в 1906 году, отказав кайзеру Вильгельму II, продал его депутату парламента графу Лионелло фон Хиршелю де Минерби. Последний проводил в нём балы-маскарады, а в 1920-е годах сдавал его богатым американцам. Знаменитый американский композитор Коул Портер в 1920-х годах арендовал дворец за 4000 долларов в месяц.
В период великой депрессии после четырёх лет переговоров в июне 1935 года граф продал дворец муниципальным властям, которые стали превращать его в музей венецианского искусства XVIII века. Помимо произведений, находившихся во дворце город стал приобретать произведения Дж. Б. Тьеполо, Ф. Гварди, А. Кановы и других художников. В конце 1970-х годов в здании была проведена капитальная реставрация, которая была завершена в 2001 году.

## Архитектура
Фасад Ка-Реццонико был завершён между 1750 и 1752 годами. Он представляет собой трёхъярусную ордерную композицию с рустовкой первого этажа и арочными окнами второго и третьего ярусов — разновидностью палладиевых окон, и овальными окнами (perla baroca) аттика, характерных для архитектуры венецианского сеттеченто.
Посетители обычно прибывали на гондоле к главному входу, выходящему на Гранд-канал. Они проходили через трёхарочный портал и по длинному коридору во двор, где находится фонтан с гербом семьи Реццонико. Выход на улицу находится за фонтаном. С первого этажа посетители поднимаются на парадный этаж (piano nobile) по почётной лестнице с мраморными балюстрадами, украшенными скульптурами Джусто Ле Кура, ведущего скульптора Венеции в конце XVII века, сотрудничавшего во многих проектах с первым архитектором здания Бальдассаром Лонгеной.
Парадные залы дворца расположены на «пиано нобиле». Самым большим и впечатляющим является Большой салон, или бальный зал, размером 14х24 метра. Этот зал в высоту двух этажей (но с одним ярусом окон) кажется ещё выше из-за рописей «trompe-l'œil» на стенах и потолке работы Джироламо Менгоцци-Колонна (а не Пьетро Висконти, как долгое время считалось, 1757). Центральная часть плафона, расписанная Джованни Баттистой Крозато, изображает солнечного бога Аполлона в небесном сиянии. По периметру росписи: аллегорические фигуры четырёх частей света — Европы, Азии, Африки и Америки. На стене бального зала напротив входной двери виднеется герб семьи Реццонико.
«Салон Аллегории» — комната, оформленная в 1758 году в честь свадьбы Лудовико Реццонико, племянника Папы Климента XIII, и Фаустины Саворньян. На потолке большая фреска Джамбаттисты Тьеполо и его сына Джандоменико с эффектами перспективных ракурсов типа «живопись под потолок», или «снизу вверх» (итал. pittura di sotto in sù ), изображающая жениха и его невесту, направляемых колесницей Аполлона. Это была одна из последних работ Тьеполо в Венеции перед его отъездом в Мадрид в 1762 году. Тьеполо завершил работу над росписью всего за двенадцать дней. Салон сохранил мебель и предметы обстановки работы итальянских мастеров первой половины и середины XVIII века и картины, в их числе портрет папы Климента XIII Реццонико работы Антона Рафаэля Менгса.

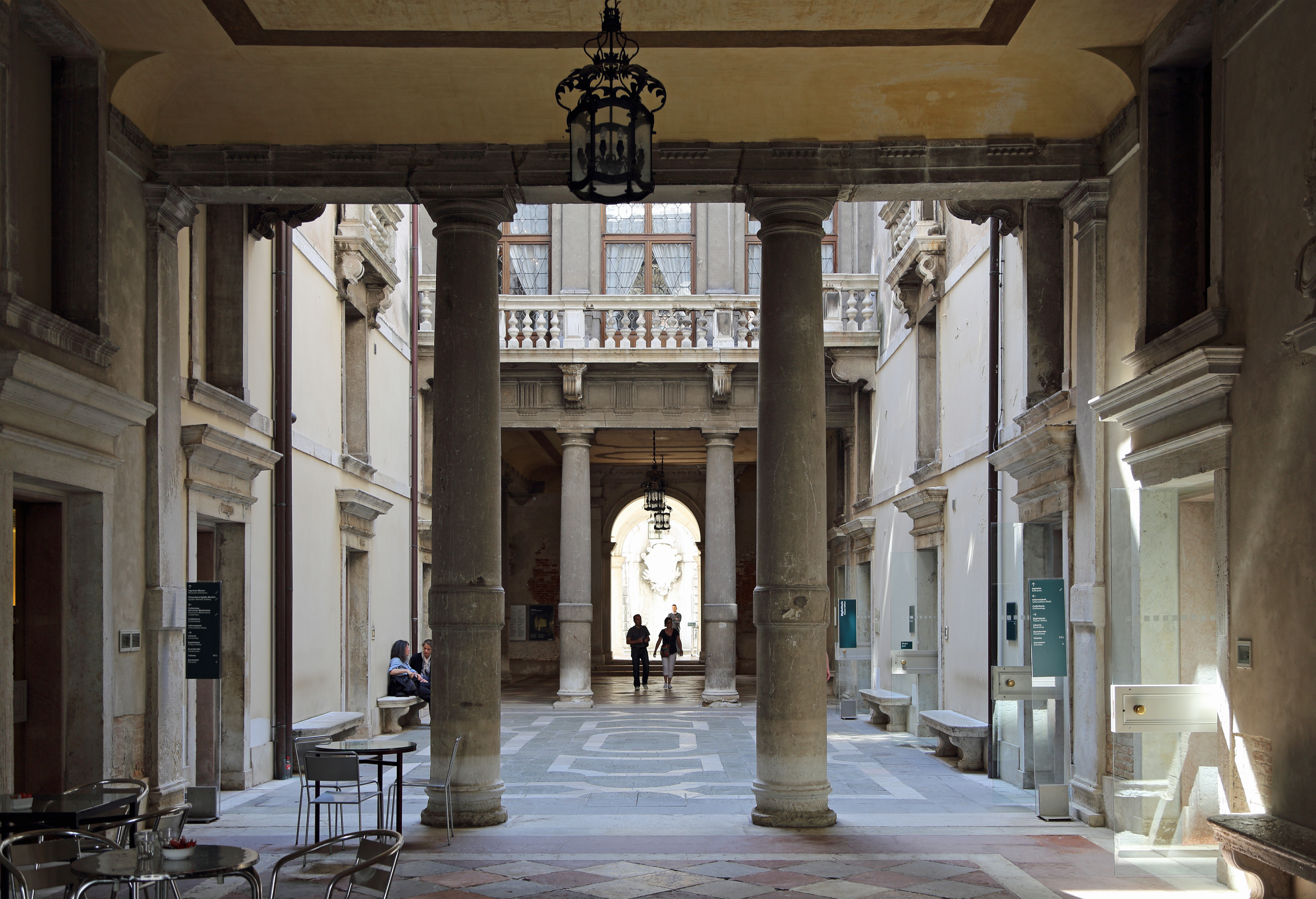
Проход к внутреннему двору с фонтаном
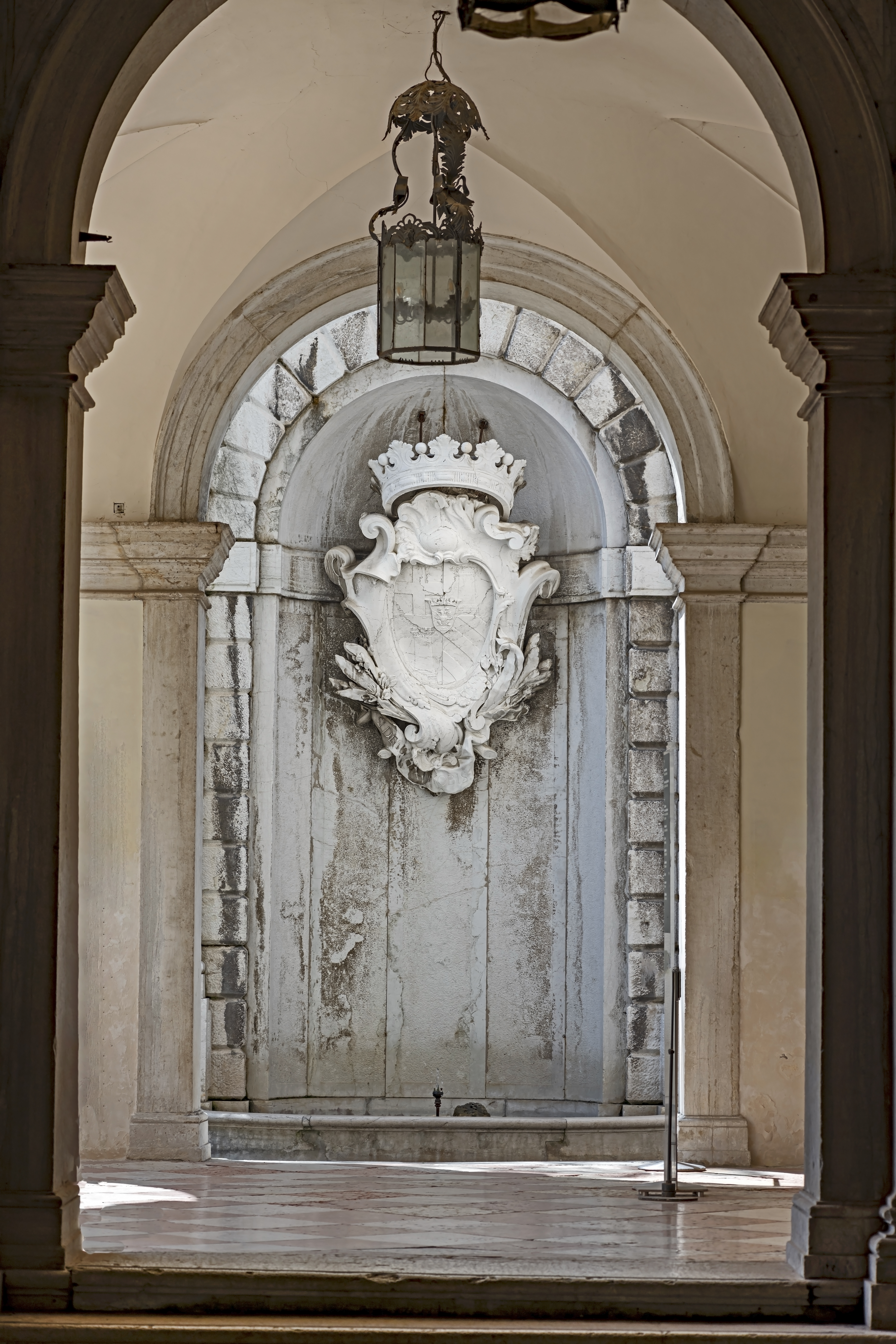
Фонтан во дворе с гербом семьи Реццонико
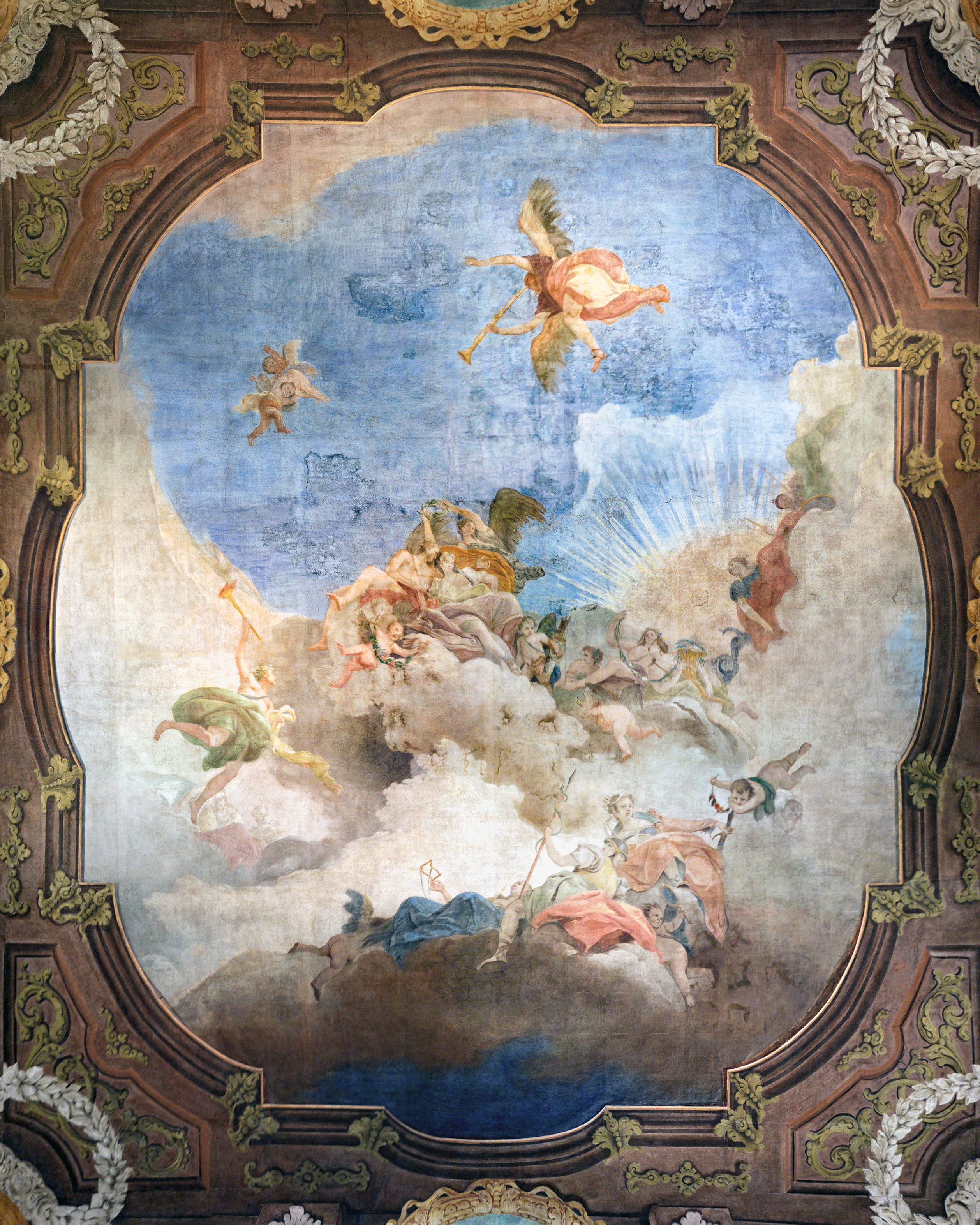
Костантино Чедини. Супружеское согласие, увенчанное Добродетелью в присутствии Справедливости, Благоразумия, Умеренности, Славы, Изобилия. Фреска Приёмного зала
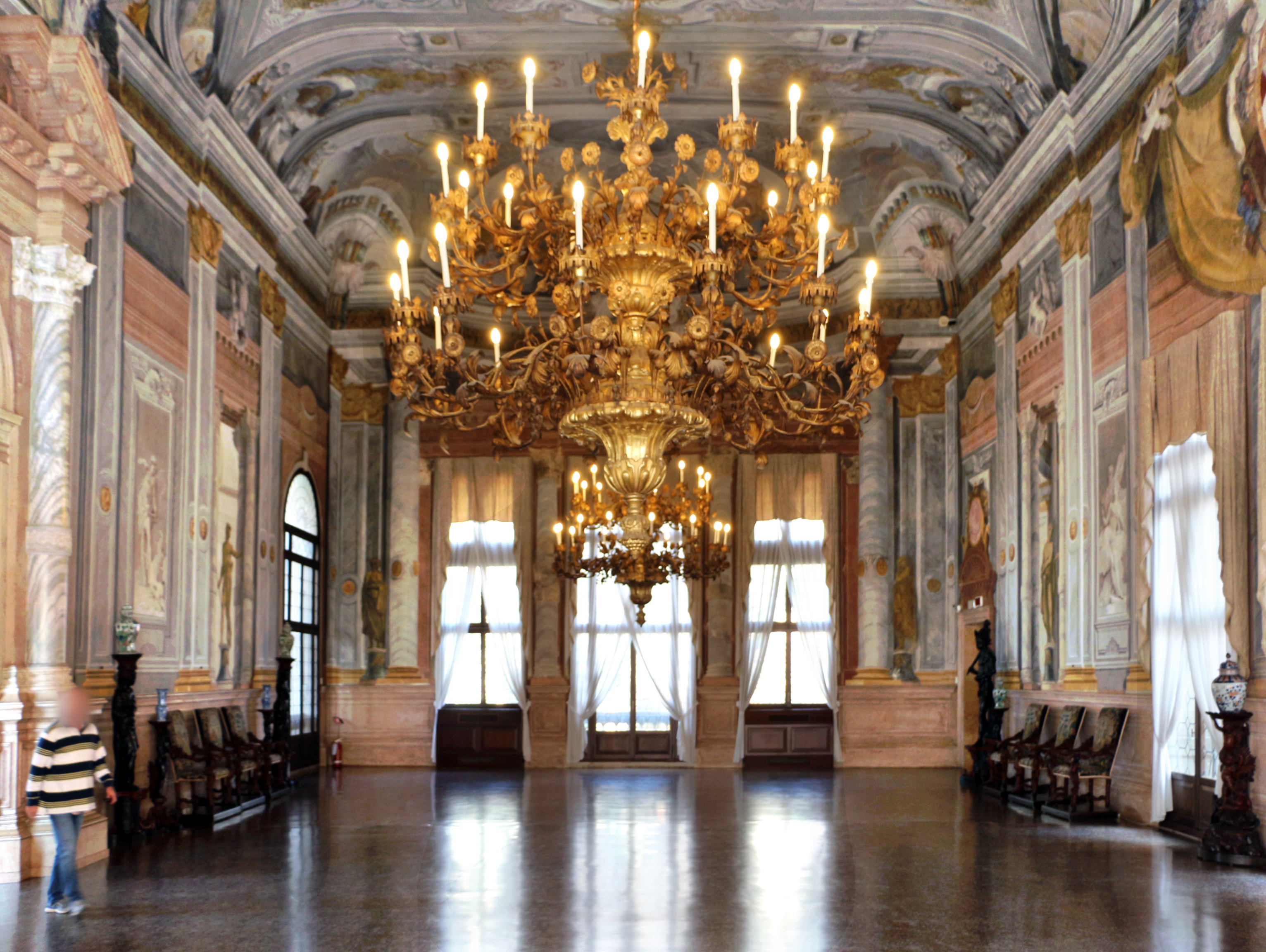
Бальный зал
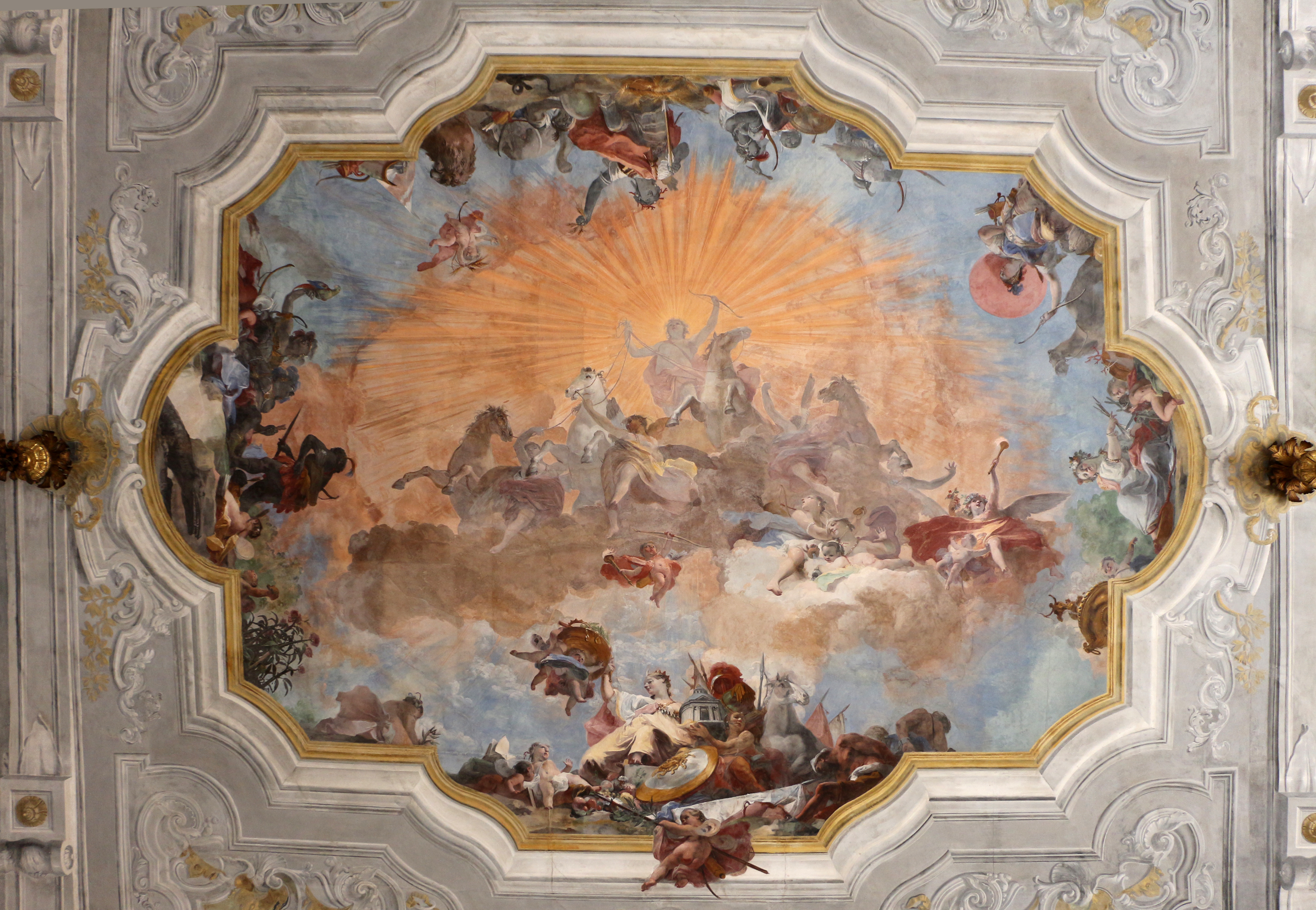
Дж. Б. Крозато. Сияние Аполлона. Роспись центральной части плафона Бального зала. 1753
Дж. Б. Тьеполо. Аллегория свадьбы Л. Реццонико и Ф. Саворньян. Роспись «Салона аллегории». 1757

## Музей венецианского сеттеченто
Здание было открыто для публики после реставрации 25 апреля 1936 года. Кураторами экспозиции музея были Нино Барбантини и Джулио Лоренцетти. Они стремились расположить экспонаты таким образом, чтобы они воспринимались естественной обстановкой исторических интерьеров. К ним были добавлены произведения искусства XVIII века из других дворцов, а также приобретённые по этому случаю на рынке антиквариата.
В музее представлены картины ведущих венецианских художников того периода, в том числе Франческо Гварди, Джамбаттиста Тьеполо, Пьетро Лонги, Марко Риччи. Отдельные разделы экспозиции составляют «Зал пастелей», «Комната Антонио Гварди», «Зал М. Лонги», «Зал Тьеполо», «Комната шпалер» и другие помещения дворца.
Произведения резного дерева знаменитого венецианского мастера Андреа Брустолона можно увидеть в отдельном «Зале Брустолон» (Sala di Brustolon).

## Некоторые произведения музея

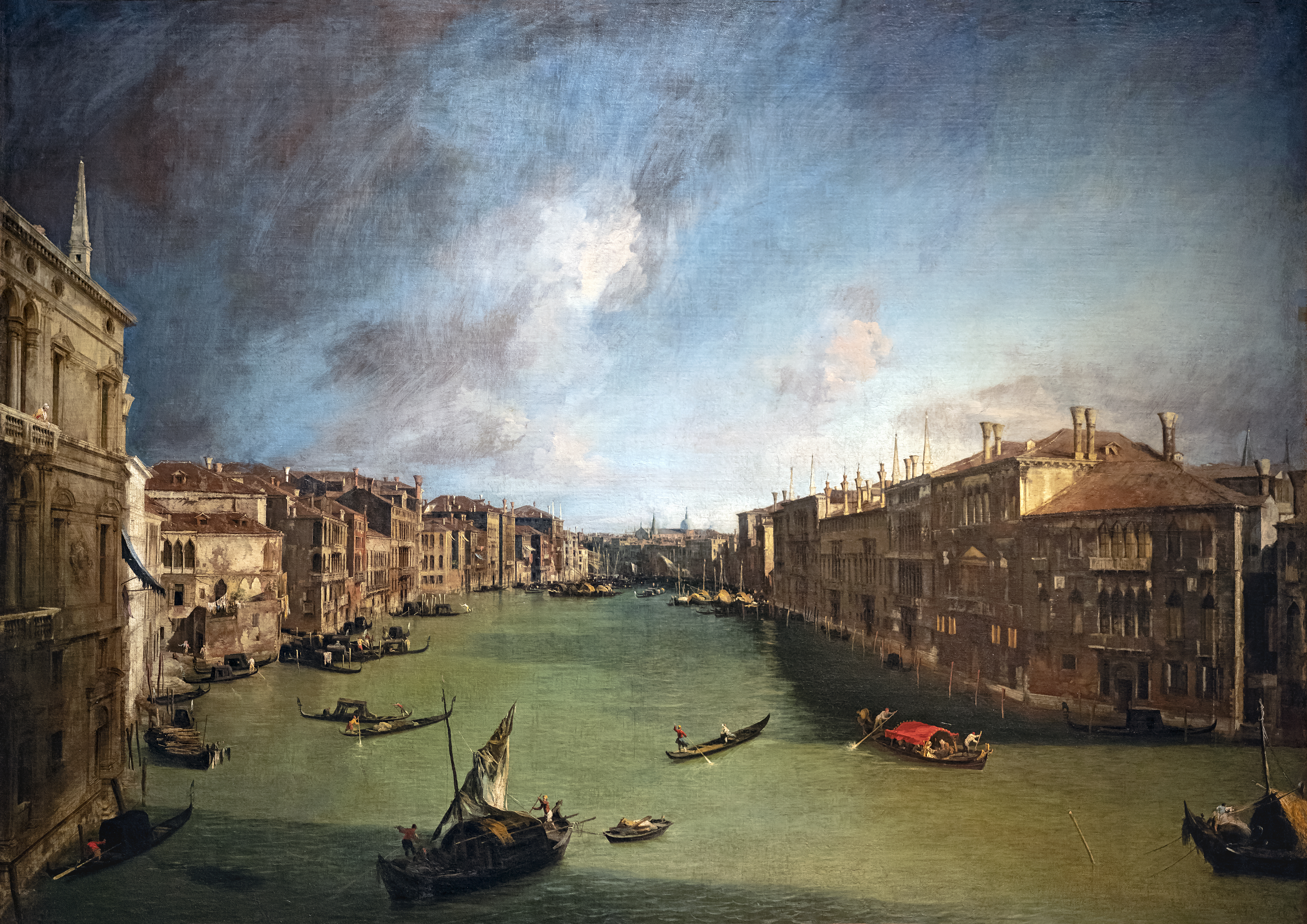
Каналетто. Большой канал от Палаццо Бальби к Риальто. 1722. Холст, масло
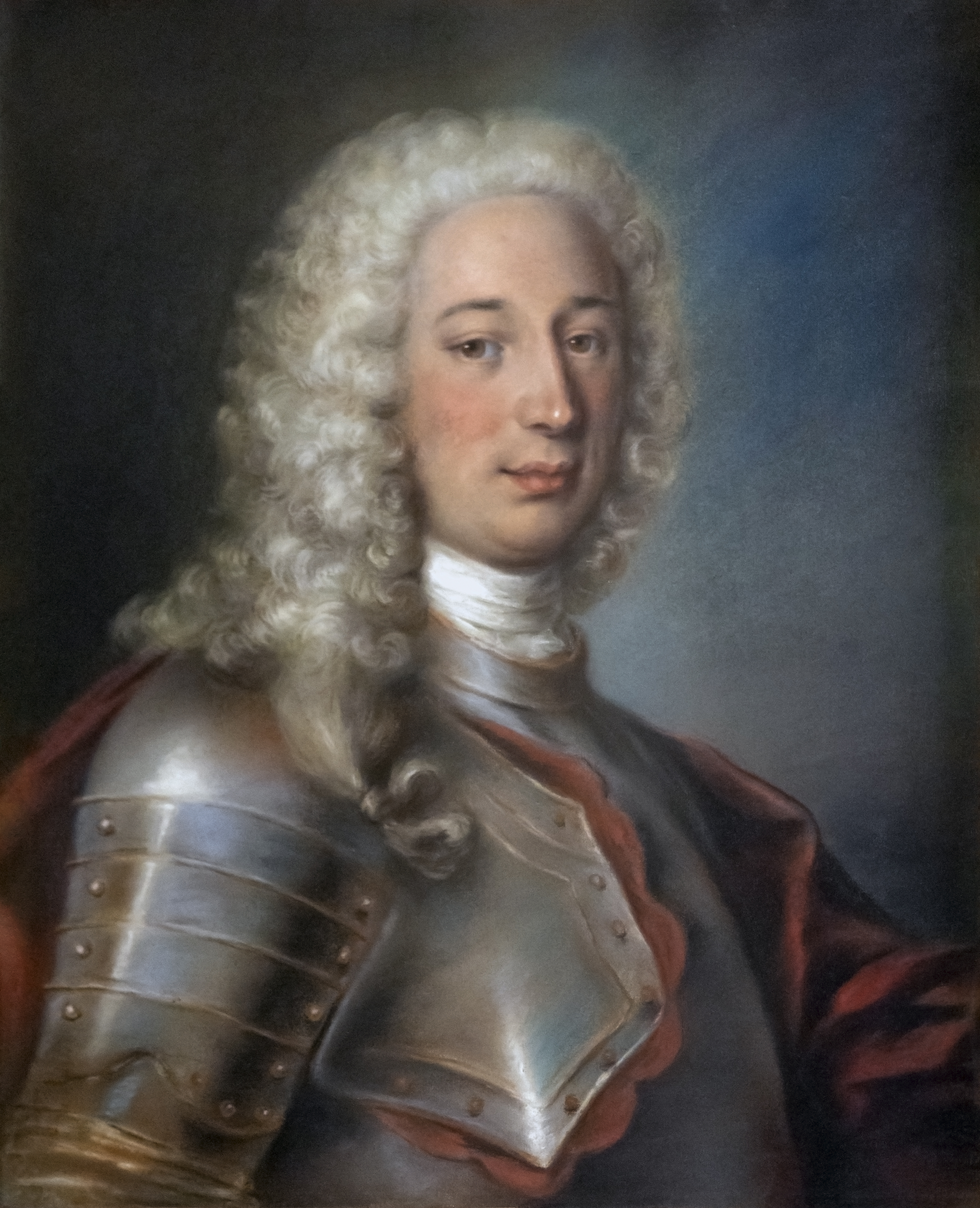
М. Карлеварис. Портрет Джероламо Мария Бальби. Ок. 1735. Бумага, пастель
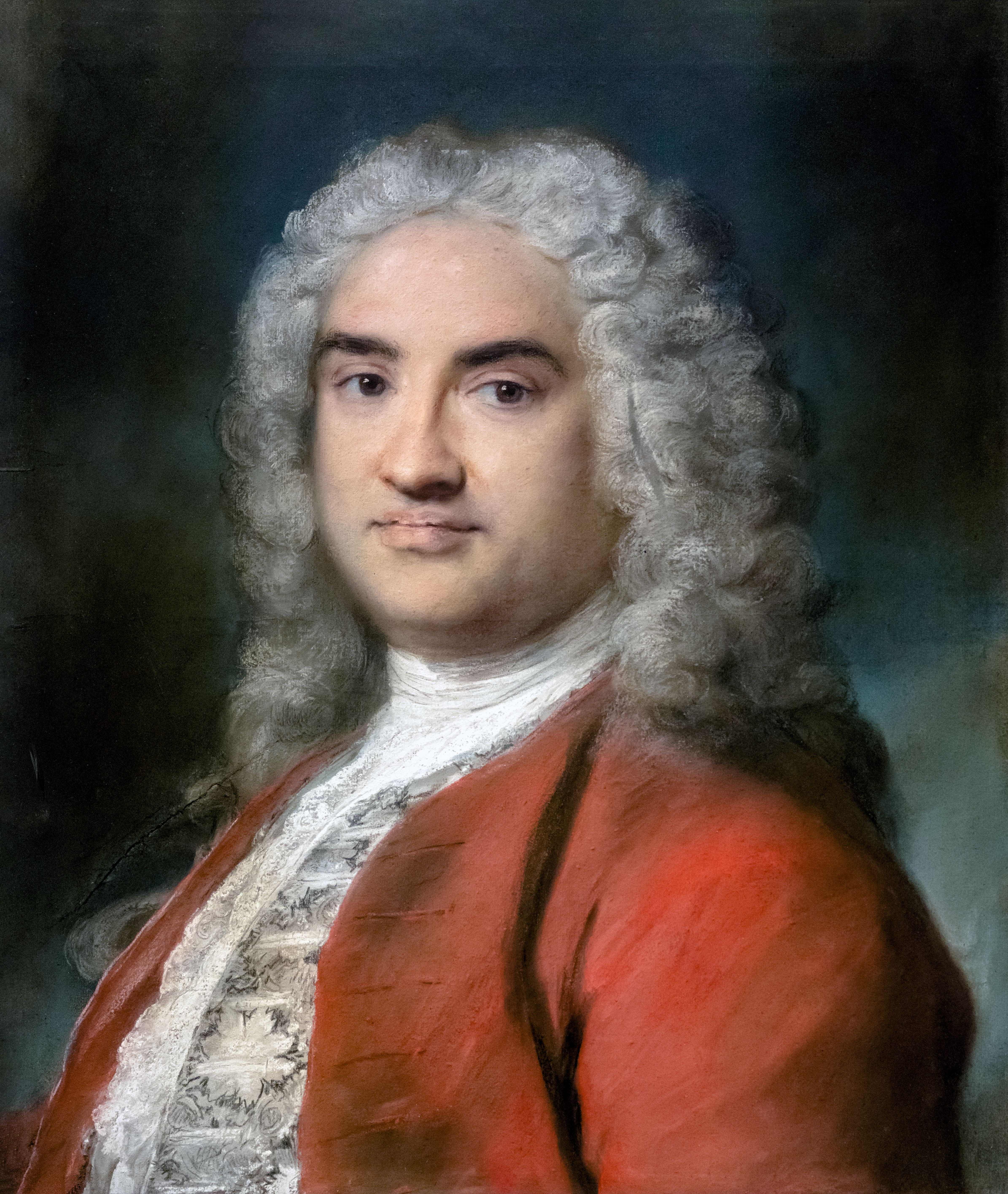
Р. Каррьера. Портрет мужчины в красном. 1740. Бумага, пастель
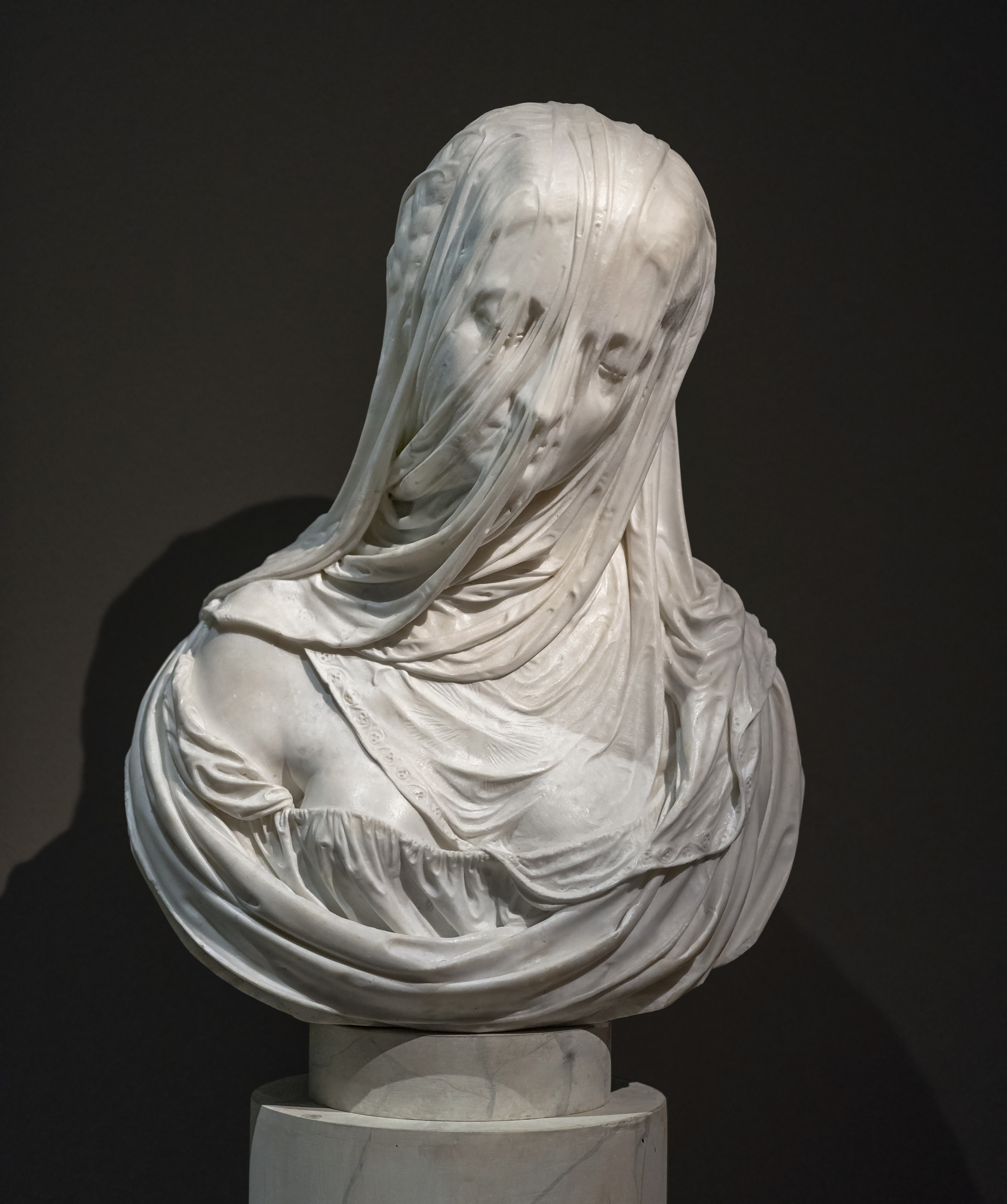
A. Коррадини. Дама под покрывалом (Аллегория чистоты). 1722. Мрамор
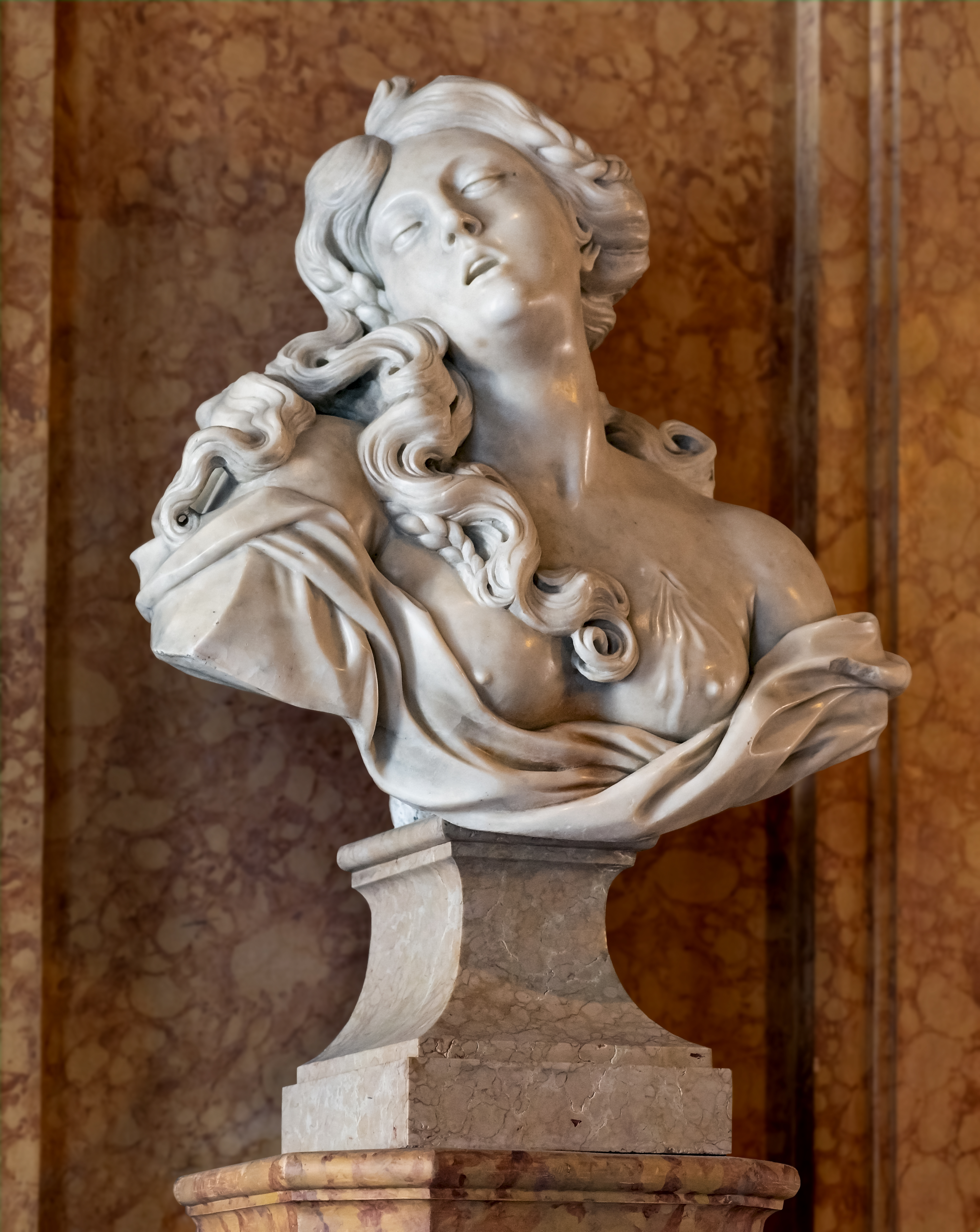
Ф. Пароди. Лукреция. Ок. 1670. Мрамор
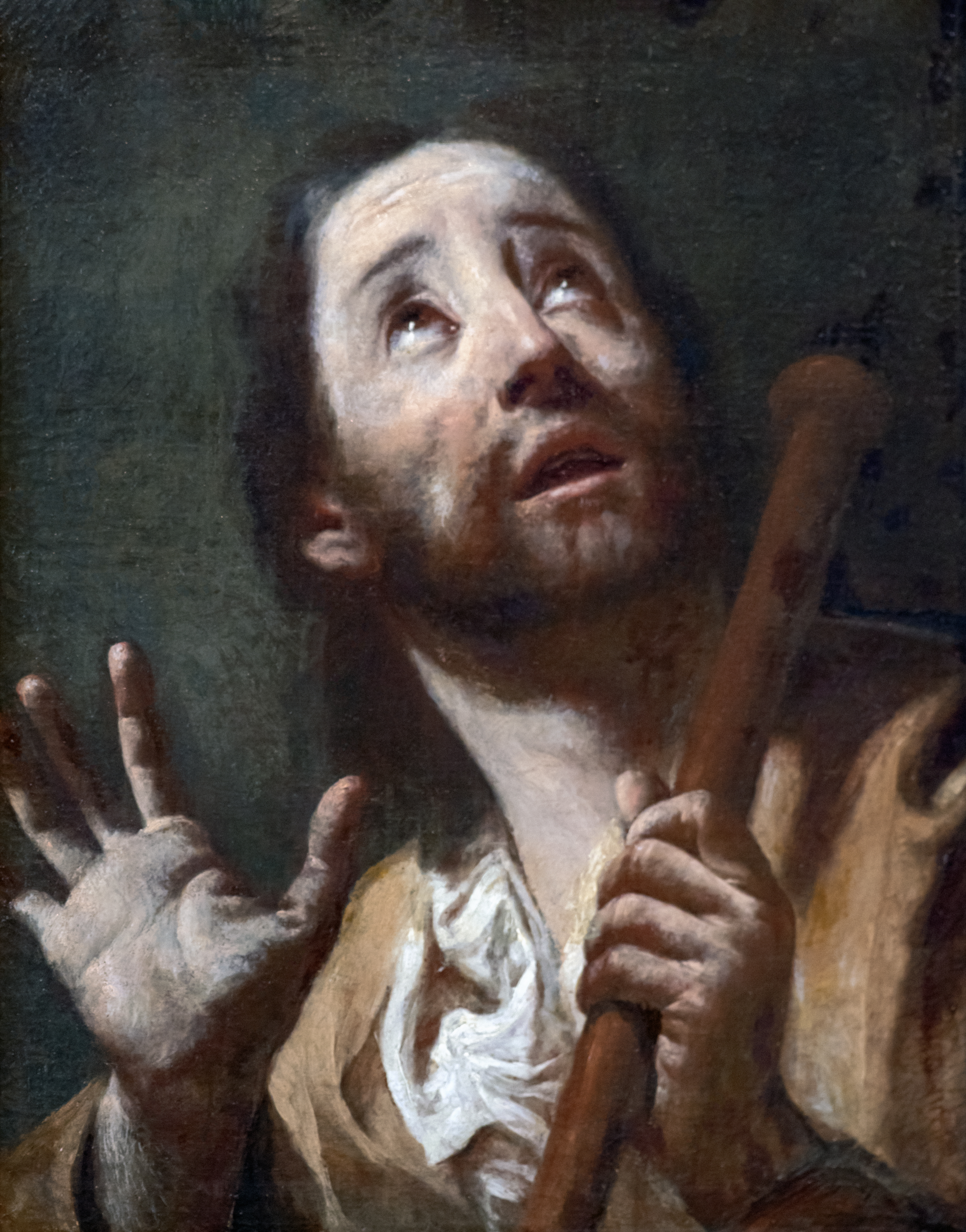
Дж. Анджели. Святой Рох. Ок. 1745. Холст, масло
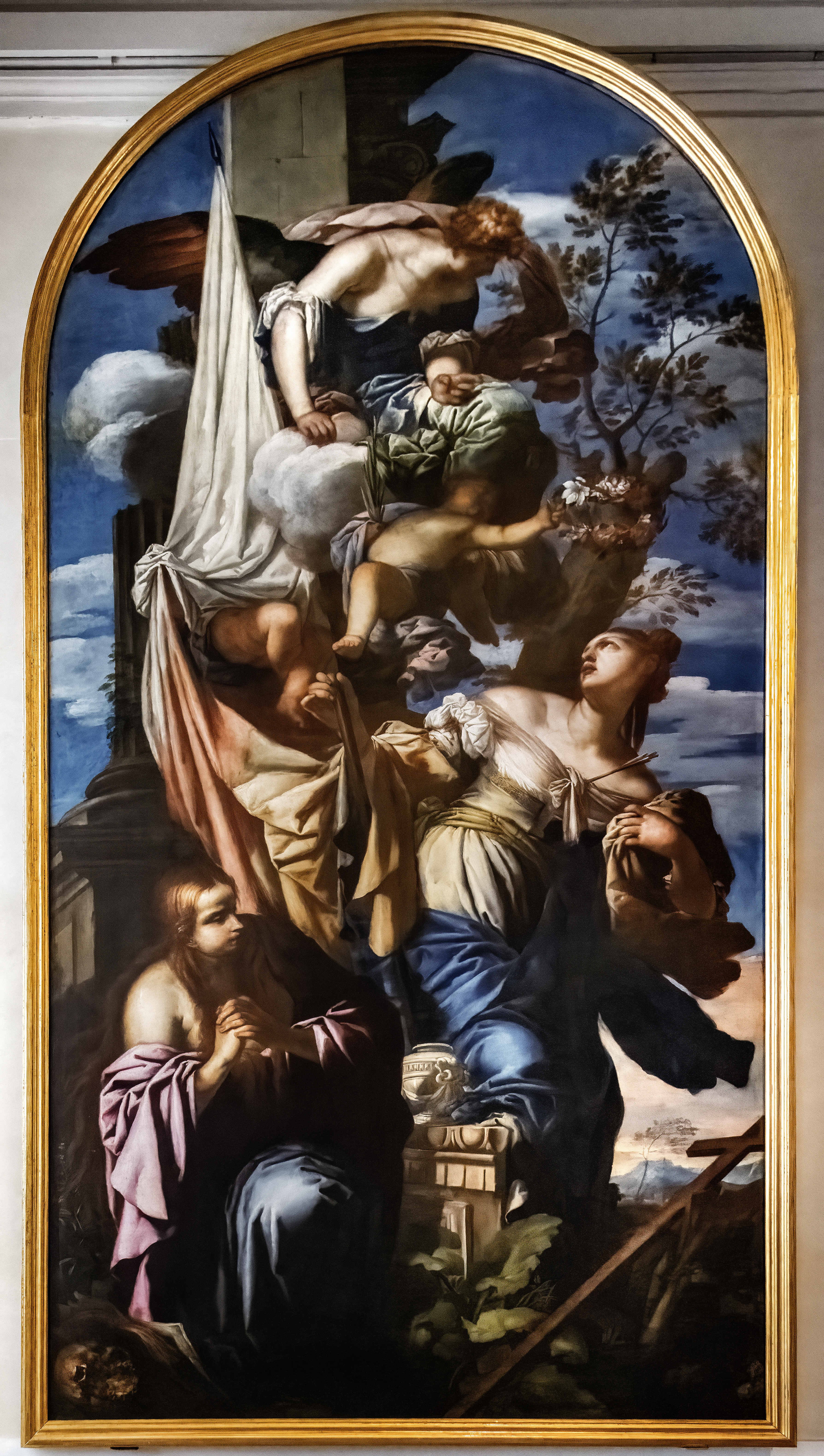
Ф. Руски. Святые Урсула и Мария Магдалина. 1663-1664. Холст, масло
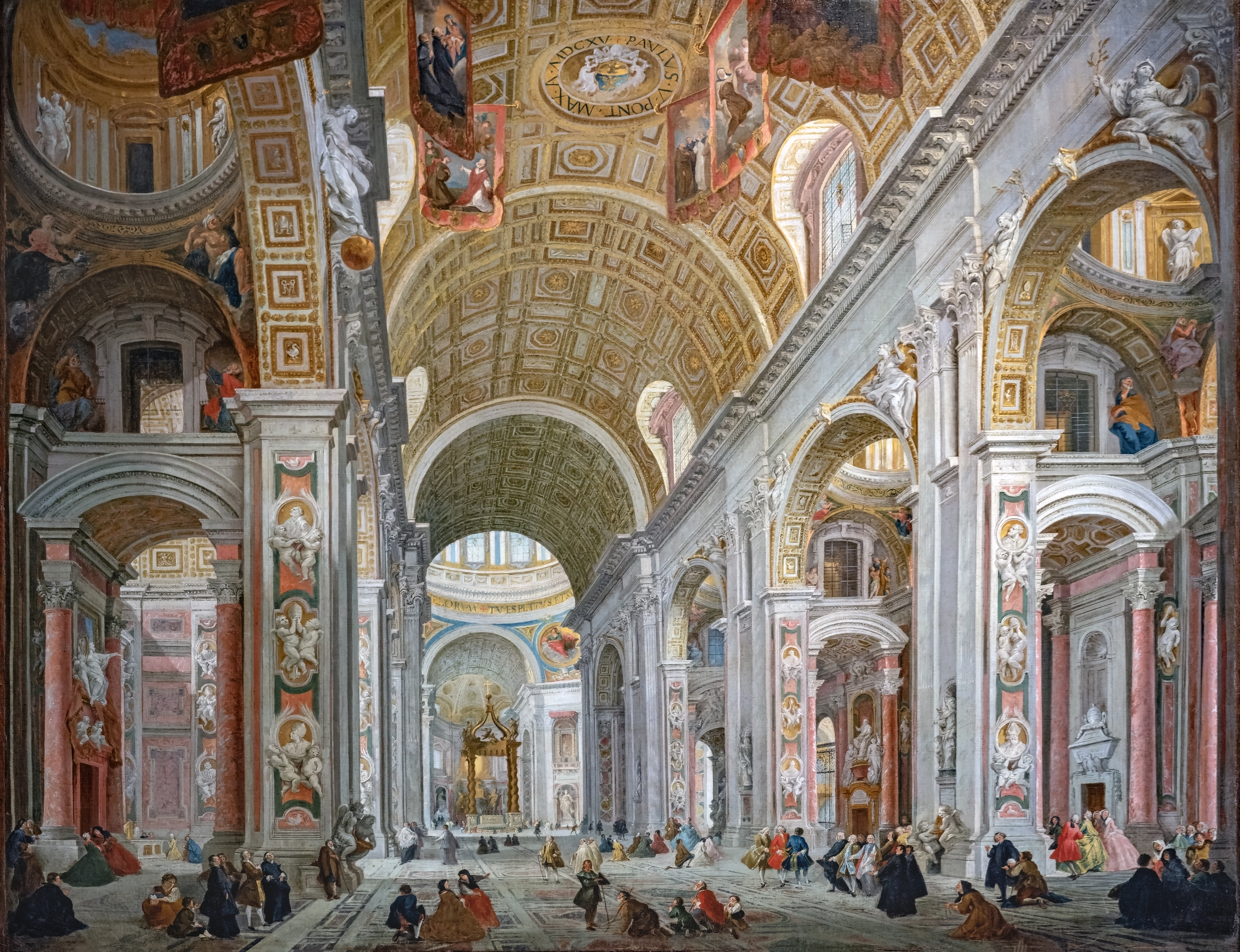
Дж. П. Панини. Вид интерьера базилики Святого Петра в Риме. Ок. 1740. Холст, масло
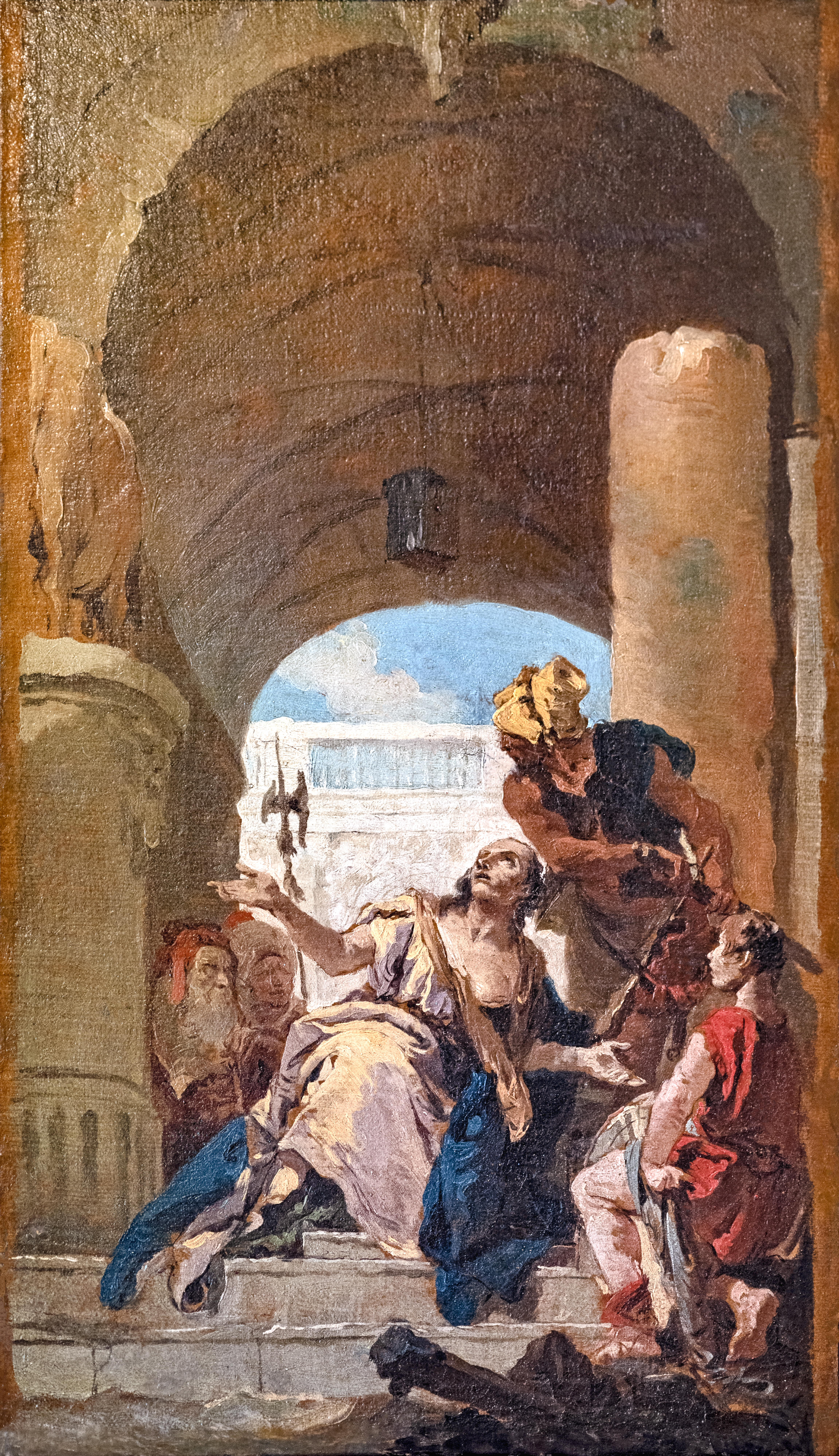
Дж. Б. Тьеполо. Мученичество Св. Теодора Римского. 1745. Холст, масло
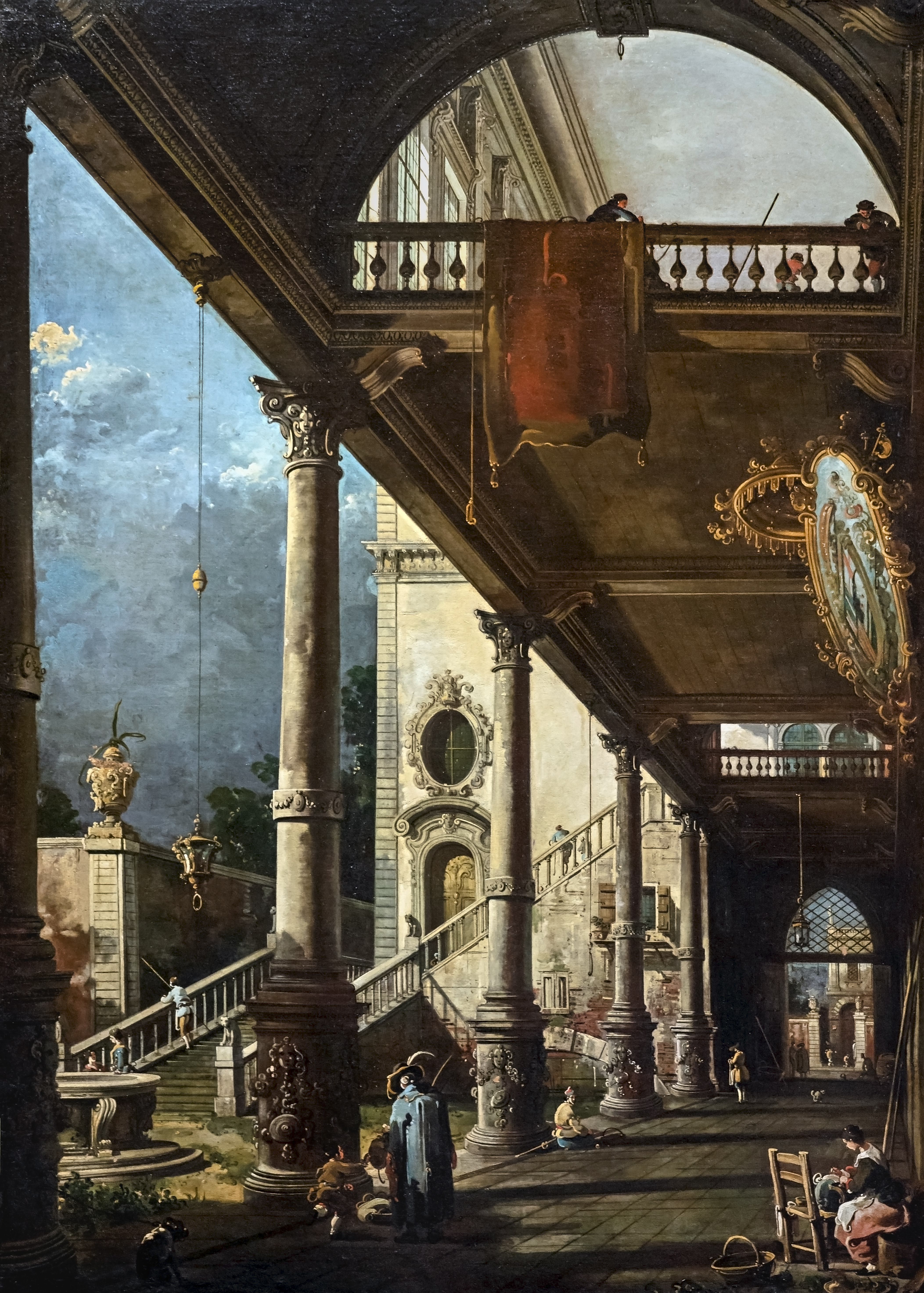
Дж. Моретти. Вид из портика. Холст, масло
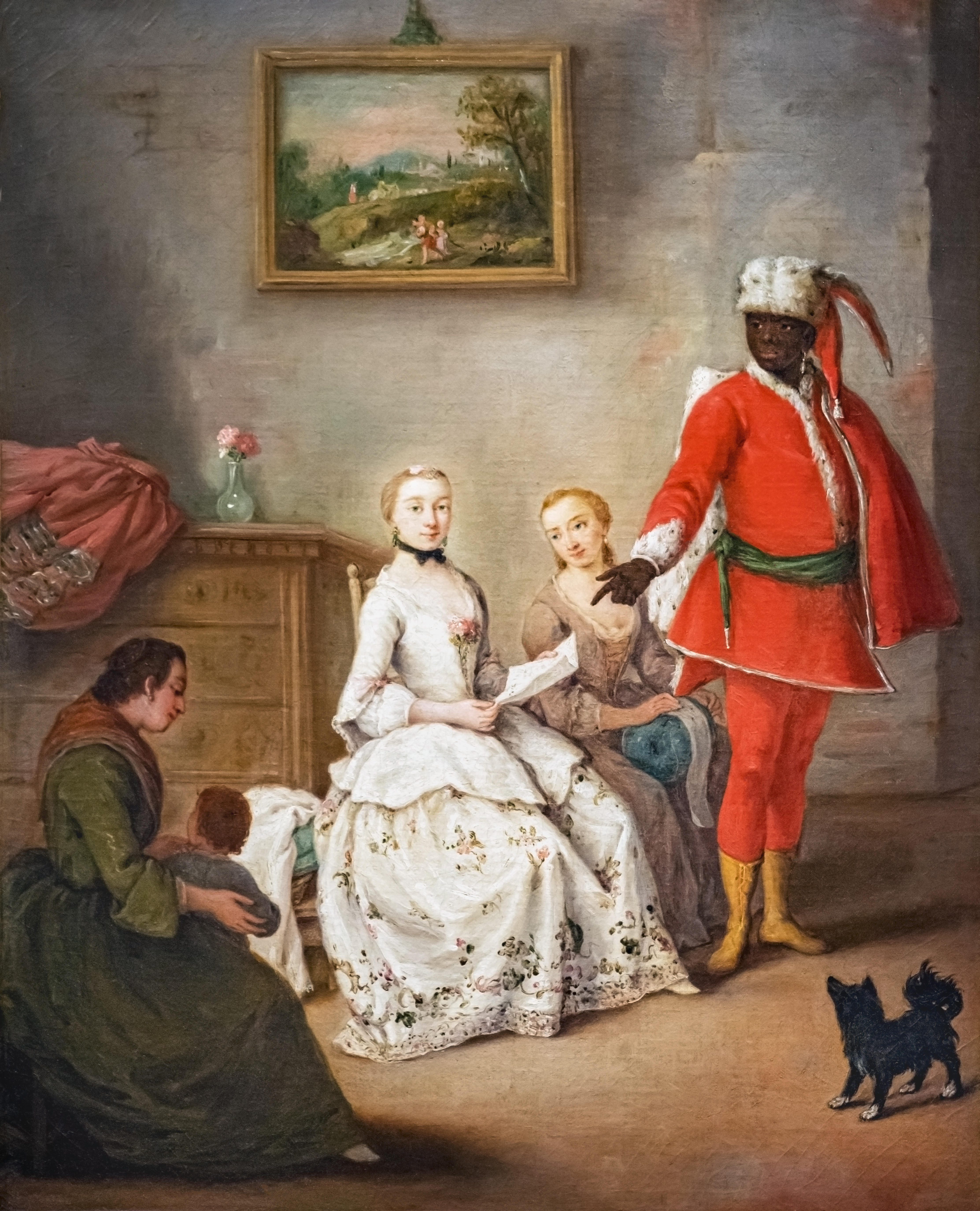
П. Лонги. Мавританский посол. 1751. Холст, масло
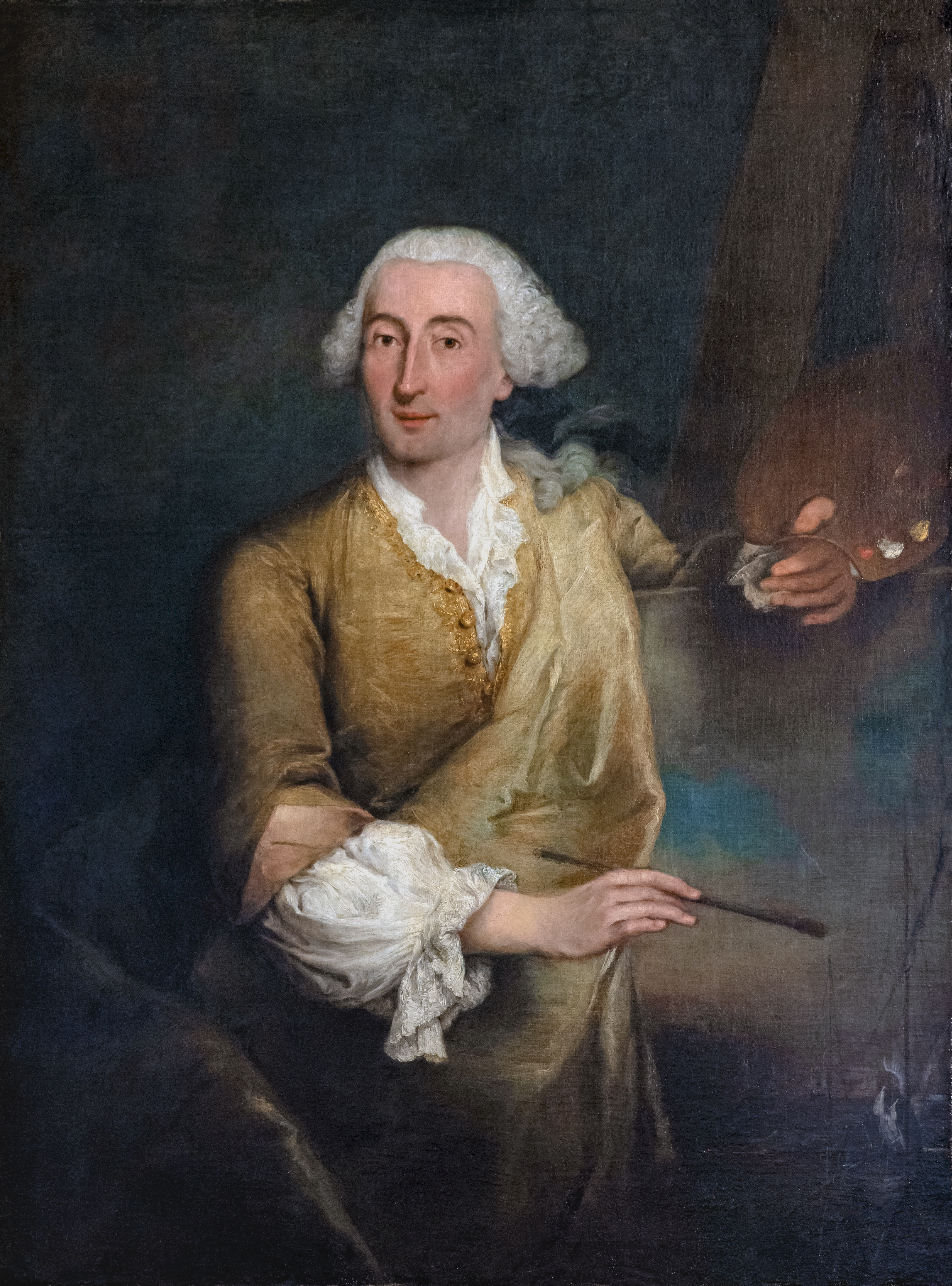
П. Лонги. Портрет Франческо Гварди. 1764. Холст, масло
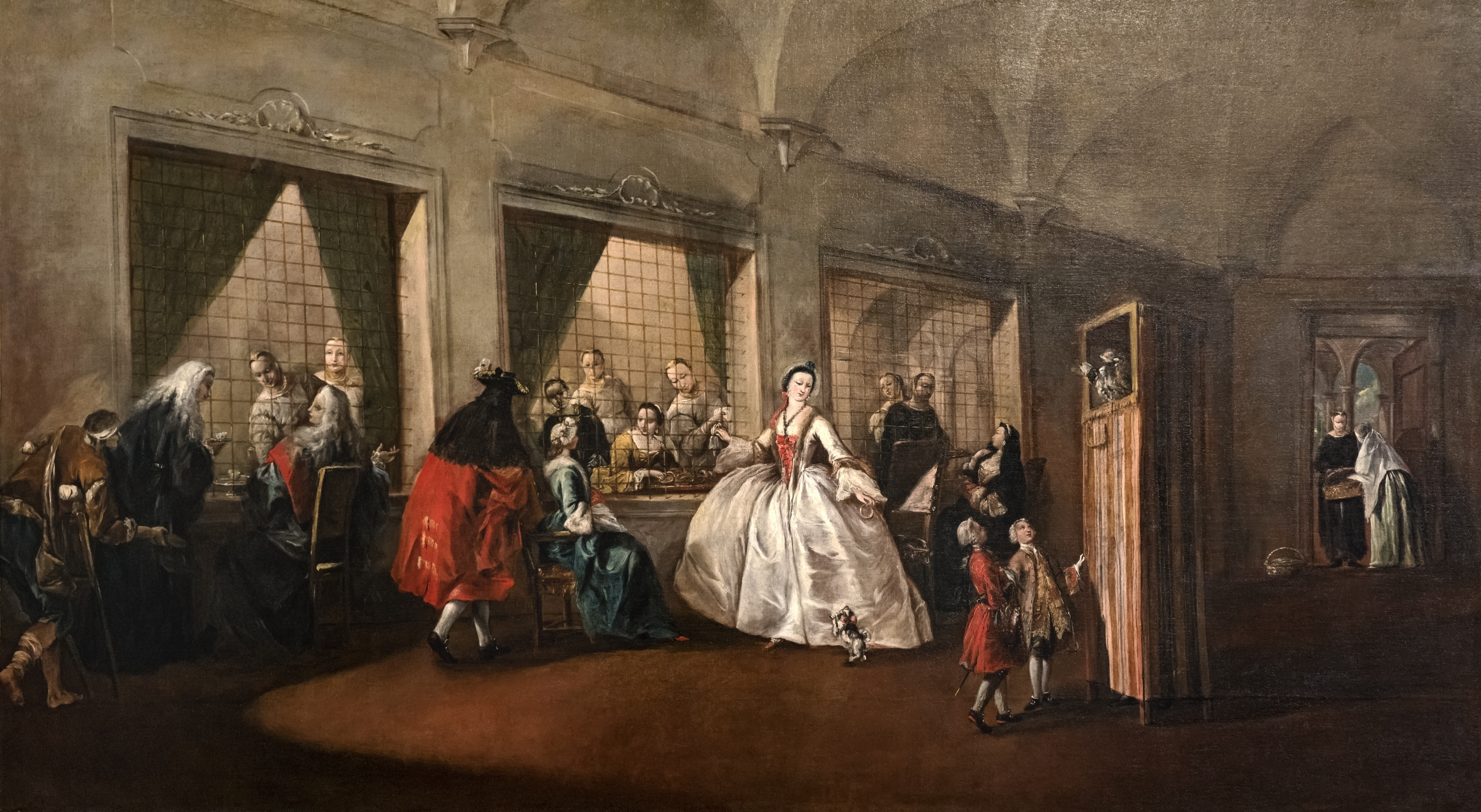
Ф. Гварди. Комната для свиданий монахинь Сан-Дзаккариа. Ок. 1750. Холст, масло
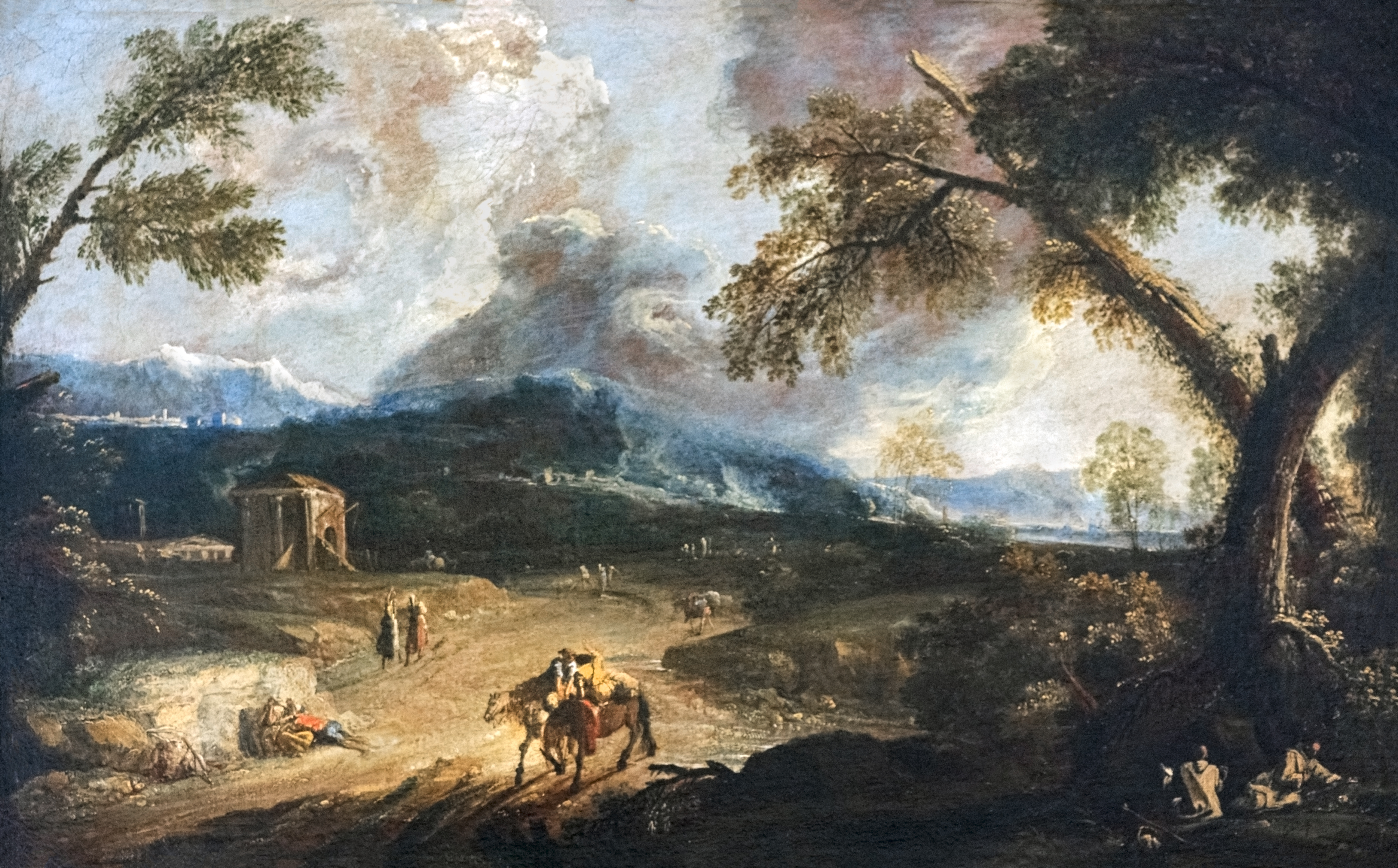
М. Риччи. Пейзаж с монахами и путниками. Холст, масло
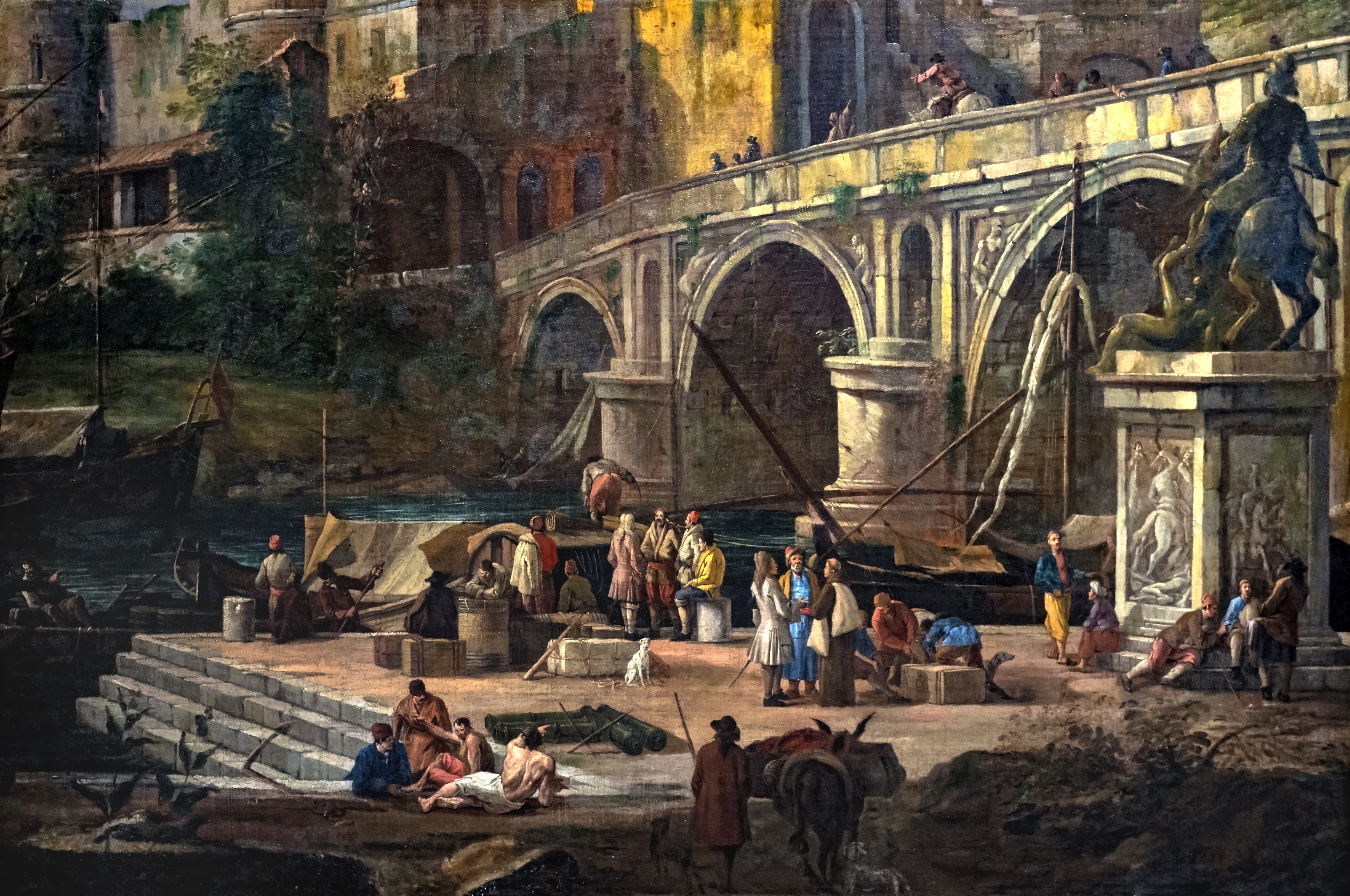
Л. Карлеварис. Вид речного порта. 1712. Холст, масло